# Haplophyllum gilesii
Haplophyllum gilesii är en vinruteväxtart som först beskrevs av William Botting Hemsley, och fick sitt nu gällande namn av C. C. Townsend. Haplophyllum gilesii ingår i släktet Haplophyllum och familjen vinruteväxter. Inga underarter finns listade i Catalogue of Life.